# Cisitalia

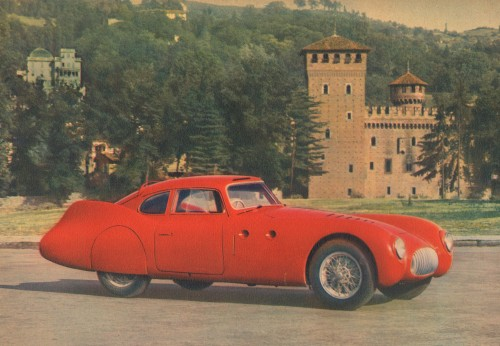
Cisitalia 202 CMM (1947)

A Cisitalia olasz sportautó-márka volt, amely a Compagnia Industriale Sportiva Italia S. p. A.  nevű cég nevének rövidítéséből adódott. A céget 1946-ban Torinóban Piero Dusio autóversenyző és Piero Taruffi alapították.

## Története
Tehetséges autóversenyző és tervező volt Piero Dusio, aki - Amédée Gordinihoz hasonlóan - négyhengeres 1098 cm3-es Fiat-motorral ellátott versenyautók készítésével kezdte pályafutását. Később 1,1 literes, illetve 1,3 literes Fiat-motorral ellátott sportkocsik következtek. Ferry Porsche tervezett 1949-ben egy négykerékhajtású, 12 hengeres 1492 cm3-es versenyautót Dusio megrendelésére. Ekkorra azonban a Cisitalia cég pénzzavarba került - Dusio pedig áttette cége székhelyét Argentínába, ahol Autoar néven folytatta működését. A Cisitalia cég új tulajdonos kezébe került, aki nem volt képes üzleti sikert elérni alacsony példányszámban gyártott sportos kupéival, amelyeknél tuningolt Fiat-motorokat használt. A cég 1958 és 1961 között egyetlen autót sem gyártott, működését 1965-ben végleg beszüntette.